# Smiths Lake
Smiths Lake – miasto w Australii, w stanie Nowa Południowa Walia.